# Elgin (condado de Lancaster)
Elgin es un lugar designado por el censo ubicado en el condado de Lancaster, en el estado estadounidense de Carolina del Sur. La localidad en el año 2000 tiene una población de 2.426 habitantes en una superficie de 12.7 km², con una densidad poblacional de 191 personas por km². 

## Geografía
Elgin se encuentra ubicado en las coordenadas 34°40′33″N 80°43′45″O / 34.67583, -80.72917. Según la Oficina del Censo, el pueblo tiene un área total de 12,7 km² (4,9 mi²), de la cual 12,7 km² (4,9 mi²) es tierra y 0,1 km² (0 mi²) (0.41%) es agua.

## Demografía
En el 2000 la renta per cápita promedia del hogar era de $45.391, y el ingreso promedio para una familia era de $48.485. El ingreso per cápita para la localidad era de $17.592. En 2000 los hombres tenían un ingreso per cápita de $35.893 contra $16.576 para las mujeres. Alrededor del 9.70% de la población estaba bajo el umbral de pobreza nacional. 